# Feline Lang
Feline Lang (* 1974 als Feline Langnickel in Warendorf) ist eine deutsche Schauspielerin, Regisseurin, Sängerin in der Stimmlage Mezzosopran und Schriftstellerin.

## Leben und Wirken
Feline Lang ist eine Tochter der Harfenistin Brigitte Langnickel-Köhler und des Pianisten Reinhard Langnickel. Die Koloratur-Mezzosopranistin studierte Schauspiel und Gesang am Europäischen Theaterinstitut Berlin bei Andreas Talarowski und David L. Jones. 
Zu ihren Bühnenengagements zählen Rollen in Die Zauberflöte (Bremen, Berlin), Das Haus in Montevideo (Hannover) und Kabale und Liebe (Zeitz). Darüber hinaus wirkte sie an den Filmen Muxmäuschenstill, Freiheit for my brother und Siebenstein mit.
Gesangsrollen führten sie ans Schloßplatztheater Köpenick, das Theater Zeitz, mehrere freie Ensembles in Berlin und Leipzig, darunter die Partien: Carmen in der gleichnamigen Oper, Cenerentola in La Cenerentola, Dulcinea in Der Mann von La Mancha, Prinzessin Eboli in Don Carlos und Hänsel in Hänsel und Gretel.
Als Sängerin ist sie neben ihrer Operntätigkeit bekannt als Interpretin der Stilrichtung Tango Argentino. Seit 2009 leitet sie die Band Feline and Strange, für die sie Songs schreibt und selbst arrangiert. Als Regisseurin und Opernsängerin gründete sie 2004 das freie Opernensemble canteatro. Als Kulturmanagerin begründete sie mit Christoph Klemke das Musiknetzwerk „musik erlaubt“.
Als Schriftstellerin veröffentlicht sie Kurzgeschichten und Lyrik auf ihrer Crowdfundingplattform. 2023 erschien ihr erster Roman, der psychologische Gothic-Horror Das Puppenhaus, im Verlag Edition Outbird.[veraltet]

## Diskografie
- Tango, che! (Musicom)
- Behaviour (office4music)
- Science Fiction (office4music)
- Lies (motor)
- Truths (motor)
- Out (motor)
- Trigger Warning (RecordJet)
- The Doll's House (bandcamp Kollaboration mit birdeatsbaby und Sit Kitty Sit)
- Kunst fordert Opfer (bandcamp, Foxy Records)

## Romane
- Das Puppenhaus. Eingefangen. Edition Outbird, Gera 2023, ISBN 978-3-948887-50-6.
- Das Puppenhaus. Unter dem Gesicht. Edition Outbird, Gera 2024, ISBN 978-3-948887-54-4.
- Das Puppenhaus. Masken fallen. Edition Outbird, Gera 2024, ISBN 978-3-948887-55-1.